# Huichapan
Huichapan är en ort i Mexiko.   Den ligger i kommunen Huichapan och delstaten Hidalgo, i den sydöstra delen av landet, 120 km nordväst om huvudstaden Mexico City. Huichapan ligger 2 107 meter över havet och antalet invånare är 8 035.
Terrängen runt Huichapan är platt åt nordväst, men åt sydost är den kuperad. Runt Huichapan är det ganska glesbefolkat, med 48 invånare per kvadratkilometer. Närmaste större samhälle är Nopala de Villagran, 13,8 km söder om Huichapan. I omgivningarna runt Huichapan växer huvudsakligen savannskog.